# Max Quaas
Max Quaas (* 13. April 1920 in Pegau; † 3. Februar 1987 in Dresden) war ein deutscher Arbeitsmediziner und Hochschullehrer.

## Leben und Werk
Quaas studierte Medizin, promovierte zum Dr. med. und habilitierte 1960 an der Humboldt-Universität zu Berlin. 1961 wurde er am Institut für Arbeitshygiene der Medizinischen Akademie „Carl Gustav Carus“ in Dresden zum Professor für Arbeitshygiene mit vollem Lehrauftrag berufen. Gleichzeitig war er Direktor des genannten Instituts. 1982 schied er aus dem aktiven Dienst an diesem Institut aus. Er starb 1987 und fand seine letzte Ruhestätte auf dem Städtischen Heidefriedhof.

## Schriften (Auswahl)
- Untersuchungen über die Beziehungen zwischen Arbeitsleistung, Arbeitszeit und Erholung. Pegau 1959.
- Die Förderung der Leistungsfähigkeit während der Arbeit. Berlin 1961.
- (mit U. Renker): Allgemeine Arbeitshygiene. Leipzig 1961.
- (mit U. Renker): Allgemeine Arbeitshygiene., 2., völlig neu bearb. Aufl., Leipzig 1967.
- (mit U. Renker): Allgemeine Arbeitshygiene., 3., durchges. Aufl., Leipzig 1969.